# 1.ª Brigada de Infantería de Selva
La 1.ª Brigada de Infantería de Selva «Brigada Lobo D'Almada» es una unidad de combate del Ejército Brasilero con asiento en Boa Vista y dependiente del Comando Militar de la Amazonia.

## Historia orgánica
Se creó el 1 de enero de 1969 como 1.ª Brigada de Infantería en Río de Janeiro. El 1 de enero de 1972 adquirió el nombre 1.ª Brigada de Infantería Motorizada y en 1975 se estableció en Petrópolis. El 1 de enero de 1993 se transformó en la 1.ª Brigada de Infantería de Selva radicándose en Boa Vista.

## Organización
La estructura orgánica de la 1.ª Brigada de Infantería de Selva es la que sigue a continuación:
- Compañía Comando.
- 1.º Batallón de Infantería de Selva.
- 12.º Escuadrón de Caballería Mecanizado.
- 10.º Grupo de Artillería de Campaña de Selva.
- 1.º Pelotón de Comunicaciones de Selva.
- 1.º Batallón Logístico de Selva.
- 32.º Pelotón de Policía de Ejército.